# Gabriel Trujillo-Soler
Gabriel Trujillo-Soler (nascido em 30 de setembro de 1979) é um jogador espanhol de tênis profissional. Gabriel já conquistou um título no circuito de simples da ATP e um vice campeonato.

## Final de torneios ATP

### Títulos (1)
| Legenda                  |
| Série ATP Challenger (1) |

| N.º | Data               | Torneio               | Piso   | Adversário         | Placar   |
| 1.  | 9 de julho de 2007 | Oberstaufen, Alemanha | Saibro | Philipp Petzschner | 6–4, 6–4 |

### Vice-campeão (1)
| N.º | Data               | Torneio          | Piso   | Adversário            | Placar   |
| 1.  | 5 de julho de 2004 | Budaörs, Hungria | Saibro | Ignacio González King | 4–6, 4–6 |